# Klass 95
Klass 95 es una telenovela colombiana de comedia dramática y suspenso producida por Caracol Televisión. La telenovela cuenta la historia de Shaio Domínguez, que junto a su hermana y su prima, fundaron una agencia de modelos en la década de los 90.
Está protagonizada por Nicole Santamaría y David Palacio, con las participaciones antagónicas de Juan David Galindo, Carlos Báez, Diego Trujillo, Marcelo dos Santos y Norma Nivia. La telenovela se estrenó el 20 de agosto de 2024 por Caracol Televisión  y finalizó el 25 de octubre del mismo año.

## Sinopsis
Shaio Domínguez, en los años 90 en Colombia, funda la primera agencia internacional de modelos, con la que descubre el poder de la belleza. Edgar Trejos, un testaferro de mafiosos, ve en Shaio y en su agencia la posibilidad de limpiar su imagen y hará todo lo posible por infiltrarlas.

## Reparto
Elenco confirmando por Caracol Televisión.
- Nicole Santamaría como Shaio Domínguez Restrepo
- David Palacio como Bernardo "Berny" Pichón Gómez
- Juan David Galindo como Edgar Trejos
- Carlos Báez como Nicolás "Nico" Rocha del Valle
- Laura Cano como Laura Domínguez Restrepo
- Matilde Lemaitre Como Mónica Domínguez
- Edwin Riveros como Óscar Lorduy
- María Camila Zea como Juanita Posada
- Laura Barjum como Andrea Vanessa López Sepúlveda
- Valeria Galviz como Kelly Sepúlveda
- Erik Rodríguez como Elver Perico
- Diego Trujillo  como Joaquín Domínguez
- Susana Torres como Paulina Restrepo de Domínguez
- Juana Arboleda como Nayibe Sepúlveda
- María Adelaida Puerta como Gisella Sepúlveda
- Adriana Arango como Mimi Levi
- Samuel Lizarralde como Salomón Levi
- Jacques Toukhmanian como Pedro Suárez
- Víctor Gómez como Carlos
- Angélica Blandón como Helena "Helenita" Duarte
- Michelle Orozco como Dulce Marina Duarte
- Manuel Sarmiento como Anyelo
- José Daniel Cristancho como Agustín
- Manuela Valdés como Paola Turbay
- Tania Valencia como Xinia Restrepo
- Clary Borja como Zulma López
- Marcelo dos Santos como Adrián Grosso
- Norma Nivia como Florencia "Flor" Ríos
- Marcela Gallego  como Bertha Gómez
- Roberto Manrique  como Miller
- Rafael Zea como Luigi Daza
- Antonio Sanint como Esteban Rocha
- Michał Malinowski como Steven Brandon
- Orlando Valenzuela como Yago
- Rodolfo Silva como Coronel Sanabria
- Jerónimo Henao como Bryan Boner
- Orlando Lamboglia como Raimundo Posada
- Víctor Hugo Morant como Raúl Bueno Malo
- Julián Caicedo como Elton John "El Tonyón" Buitrago
- Margarita Amado como  Teresa Galincha "Huesitos"
- Tomaso Tarli como Máximo